# 殷健灵
殷健灵（1971年10月—），女，祖籍江苏丹徒，生于上海，中国绘本作家。

## 生平
1971年出生于上海，祖籍江苏丹徒。1994年毕业于华东师范大学，1997年毕业于上海师范大学，1998年加入中国作家协会，后担任《现代家庭》杂志编辑和记者，现为《新民晚报》首席编辑。

## 社会兼职
担任上海市作家协会儿童文学委员会主任。

## 荣誉
- 2007年凭借《听见萤火虫》获得陈伯吹儿童文学奖优秀作品奖
- 2011年凭借《少年夏之秋》获得陈伯吹儿童文学奖优秀作品奖

## 作品
- 1995 -《盛开的心情》
- 1996 -《纯真季节》
- 1997 -《玻璃鸟》
- 2000 -《纸人》
- 2000 -《月亮茶馆里的童年》
- 2001 -《临界情感》
- 2002 -《热点女人》
- 2003 -《轮子上的麦小麦》
- 2004 -《记得那年花下》
- 2004 -《米兰公寓》
- 2004 -《殷健灵少女物语》
- 2004 -《爱情无耻》
- 2005/06 -《风中之樱》
- 2006 -《听见萤火虫》
- 2007 -《一滴秘密的眼泪》
- 2007 -《遇见从前》
- 2008 -《蜻蜓，蜻蜓》
- 2008 -《一定找到你》
- 2008 -《靠近你，靠近我》
- 2008 -《画框里的猫·出逃》
- 2009 -《1937·少年夏之秋》
- 2009 -《凯蒂的幸福时光（英语：The Happiness of Kati）》
- 2009 -《纯情游走》
- 2010 -《你的小船你的帆》
- 2011 -《殷健灵作品精选》
- 2011 -《轮子上的麦小麦》
- 2011 -《风中之樱》
- 2011 -《零度情感》
- 2011 -《画框里的猫》
- 2011 -《掌心里的蓝月亮》
- 2011 -《看时间流过》
- 2012 -《一定找到你》
- 2012 -《俯瞰天堂——米开朗基罗艺术与人生的“昼夜晨暮”》
- 2012 -《殷健灵获奖作品集美绘版》:《纸人》,《听见萤火虫》,《画框里的猫》
- 2012 -《幸运的坏男孩》
- 2012 -《你可听见沙漏的声音》
- 2012 -《和夏天约会》
- 2013 -《甜美小镇》
- 2013 -《薄荷糖》
- 2013 -《纯真记事簿》
- 2013 -《致未来的你——给女孩的十五封信》
- 2013 -《莲花般的女孩》
- 2013 -《安安的蜻蜓》
- 2016 -《野蛮坡》
- 2019 -《访问童年》[2]